# Babiloni kozmológia
Az ókori mezopotámiaiak hite szerint a földet hatalmas óceán veszi körül, ami a fölötte lévő égboltig terjed, alatta pedig a vizes alvilág van. Ez nagyjából megfelelt a Tigris-Eufrátesz folyóvölgyek valódi földrajzának, ahol a felszíni édesvizeket föld alatti források táplálták.
A vizes alvilág neve Apszu volt. A Föld felett uralkodó istenek hármasa Anu, Enlil és Enki (sumer alakban: Anu = An és Enki = Éa) akik eleme az égbolt, a föld és a víz (ebben a sorrendben). A három réteg egymástól elválasztva létezik. (Néhány tudományos forrásmunka az alsó és felső rétegeket további alrétegekre bontja).
Az égbolt legfelső világában Anu uralkodik, segítői az igigik, akikből 300 van. A középső égi rétegben tartózkodik Marduk, ahol ő uralkodik. Ez alatt van az égbolt legalacsonyabb, harmadik rétege, ebben vannak a csillagok és a bolygók. Marduk területét úgy írják le, mint ahol lapis lazuli palota áll. A fényt elmeszu kő lámpa adja. Az alatta lévő égi réteg a jáspis réteg, ahol a csillagok vannak. Mivel Marduk az univerzum ura, és a csillagok is úgy mozognak, ahogyan ő akarja, az emberek megpróbálták a csillagok mozgásából kiolvasni Marduk akaratát.
Az égbolt alatt, a Földön helyezte el Marduk az emberiséget. A föld alatti Apszu, vagyis a friss víz uralkodója Enki. Apszu alatt bezárva van 600 anunnaki (alvilági isten).
A többrétegű világegyetem tehát három égi rétegből, egy földi rétegből és két föld alatti rétegből áll.